# Phnom Bakheng

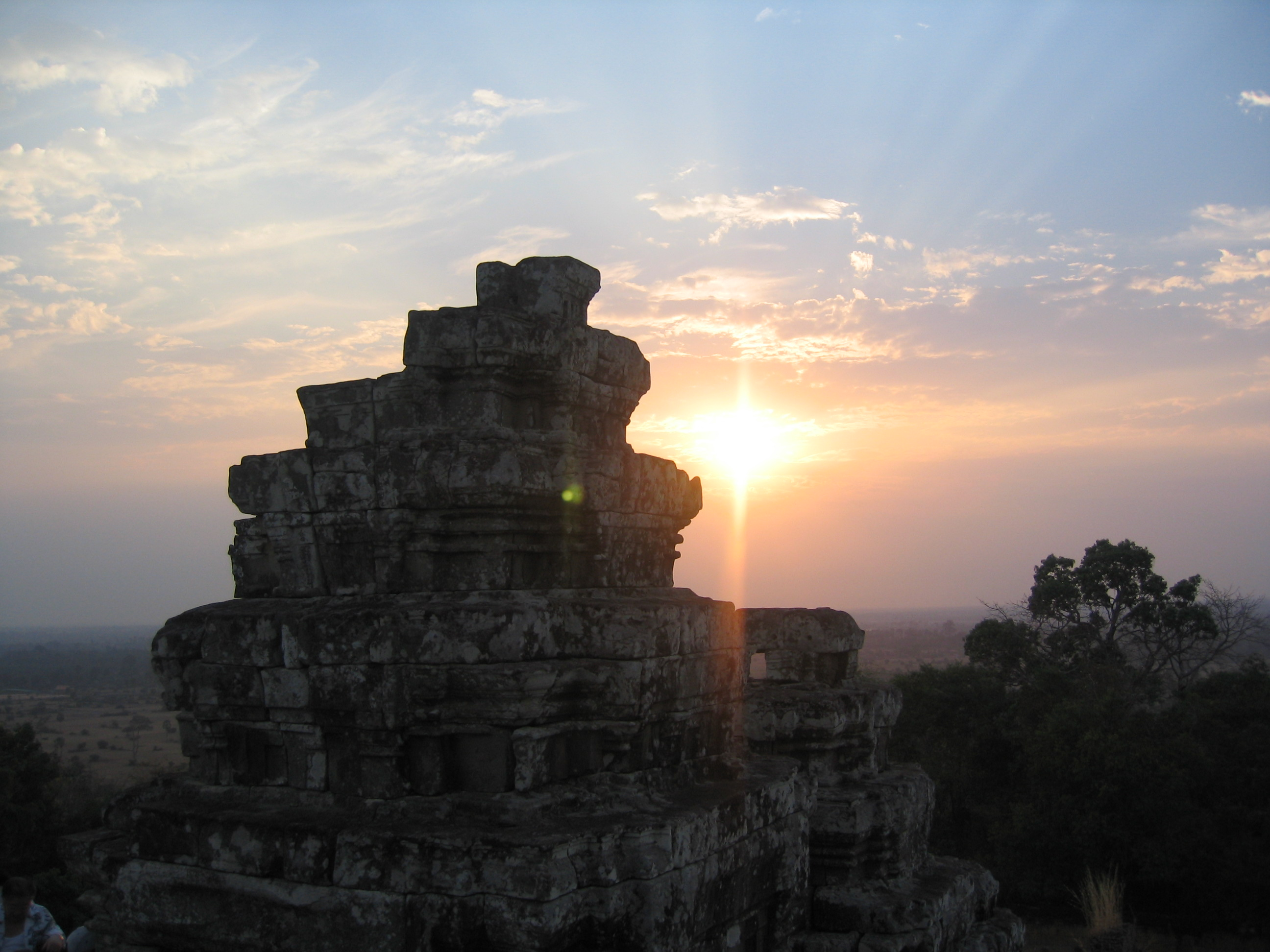
Ein Prasat des Staatstempels Phnom Bakheng bei Sonnenuntergang

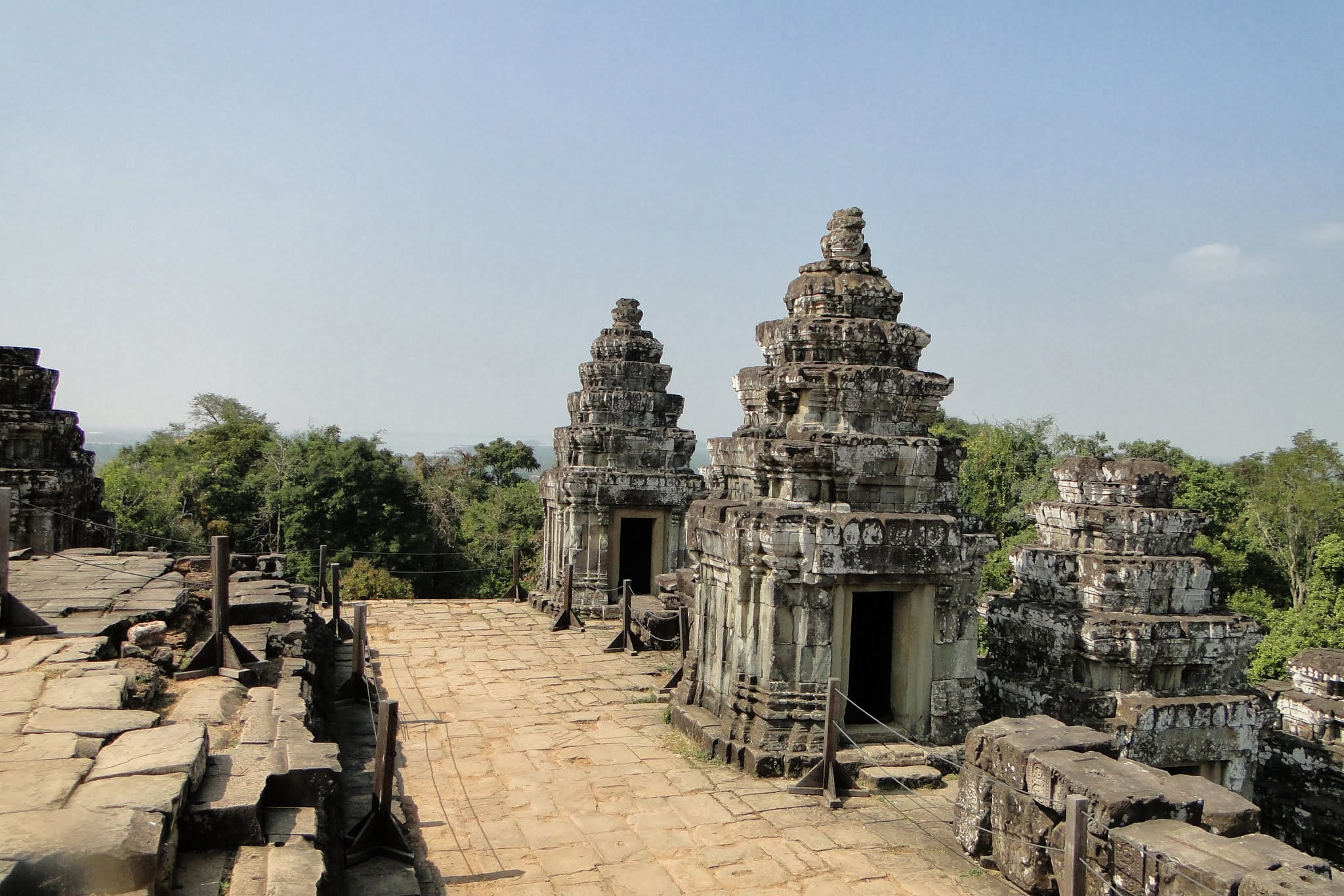
Obere Terrasse

Der Shiva geweihte Pyramidentempel Phnom Bakheng liegt auf dem gleichnamigen Hügel nahe der kambodschanischen Stadt Siem Reap, westlich der Straße zwischen Angkor Wat und Angkor Thom. Das Khmer-Wort „Phnom“ bezeichnet eine jäh ansteigende Erhebung.

## Geschichte
König Yasovarman I. (Regierungszeit 889 bis etwa 915) verlegte die Hauptstadt seines Reiches vom nicht weit entfernten Roluos in das Gebiet, das heute Angkor heißt; auf allen vier die Ebene überragenden Hügeln ließ er Tempel errichten: auf dem Phnom Dei im Norden, dem Phnom Bok im Osten, dem Phnom Krom im Süden und dem Phnom Bakheng im Westen. Den letztgenannten 55 m hohen Hügel wählte er als Standort seines neuen Staatstempels; ringsum ließ er seine neue Hauptstadt Yasodharapura bauen, ein Quadrat mit einer Seitenlänge von 4 km (und damit größer als die spätere Hauptstadt Angkor Thom).
Während der Terrorherrschaft der Roten Khmer bildete Phnom Bakheng eine strategische Festung: Von hier aus konnte man in alle Richtungen weit ins Land blicken.

## Architektur

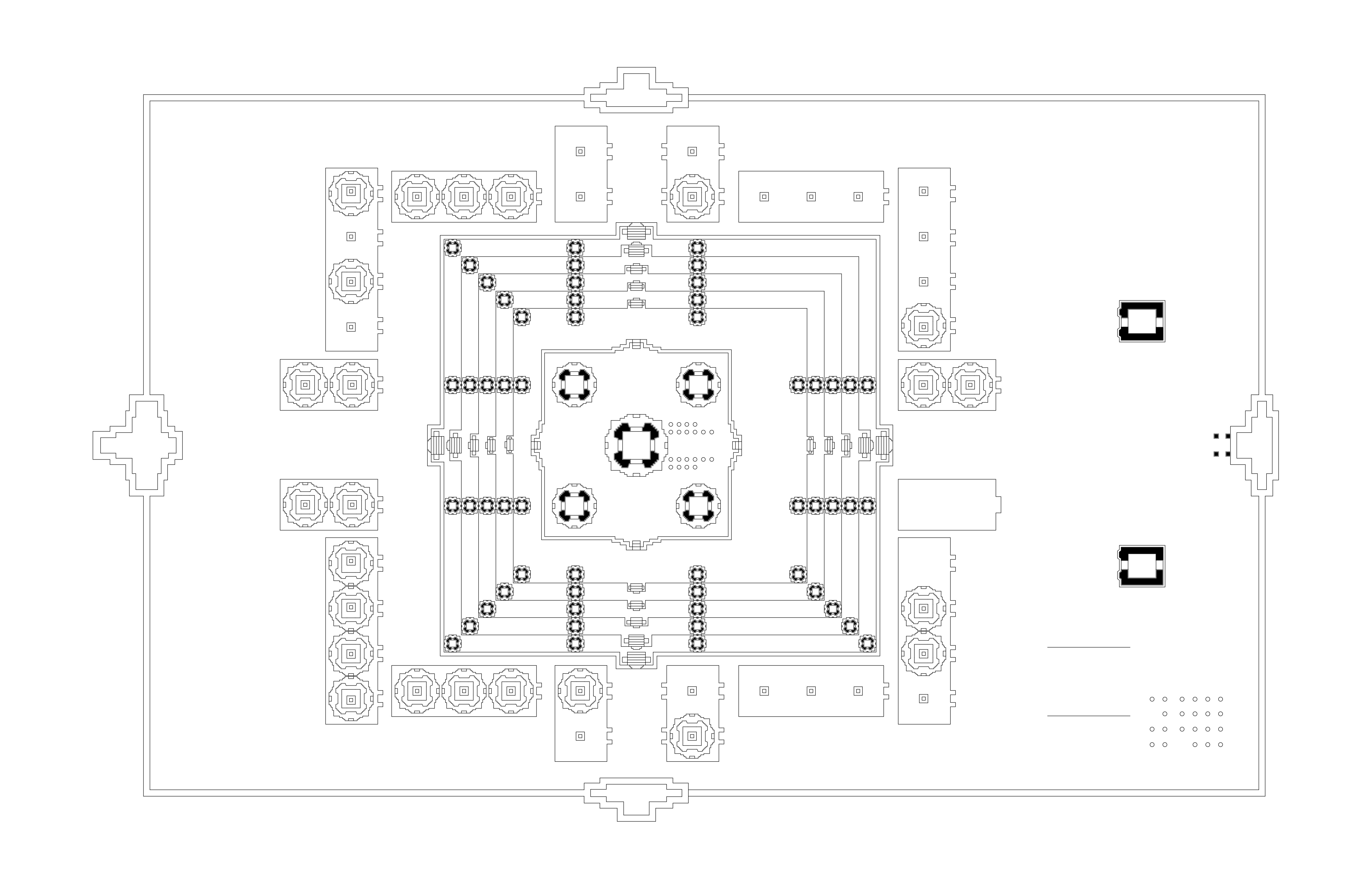
Grundriss von Phnom Bakheng

Die Baumeister nutzten die Felssubstanz des Hügels, um einen eindrucksvollen Pyramidentempel zu konstruieren. Die etwa 200 auf 100 m große Plattform auf dem Gipfel des Hügels ist aus dem Fels gehauen, die fünfstufige Pyramide wurde dabei stehen gelassen: an der Basis 76 auf 76 m groß, von der Basis bis zur obersten Stufe 13 m hoch. Interessant ist der Versuch, durch perspektivische Täuschung die Pyramide höher erscheinen zu lassen: Nach oben hin verringert sich die Höhe der Pyramidenstufen; auch die Löwen, die die Treppen bewachen, werden nach oben hin immer kleiner.

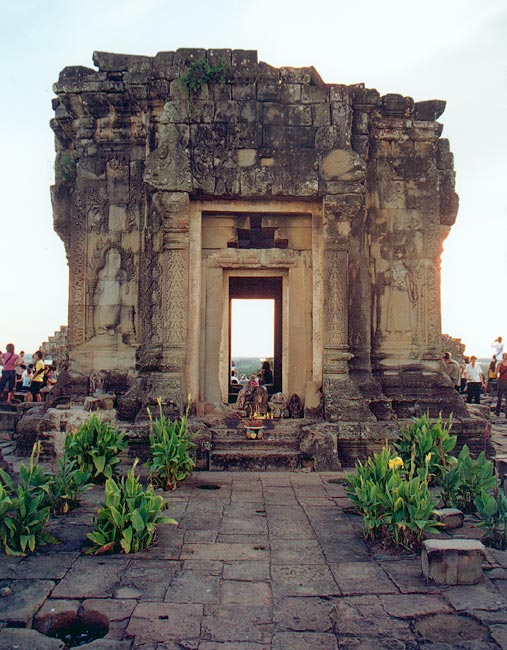
Das zentrale Heiligtum

Die Seiten der Plattform und der Pyramide schauen in die Haupthimmelsrichtungen; die etwa 70° steilen Treppen führen an allen vier Seiten mittig zum zentralen Heiligtum empor. Diese Architektur symbolisiert in ihrer Ausrichtung Harmonie mit Erde und Himmel, in ihrem Aufbau den ins Zentrum und nach oben führenden Weg zu den Göttern, die auf dem Berg Meru wohnen.

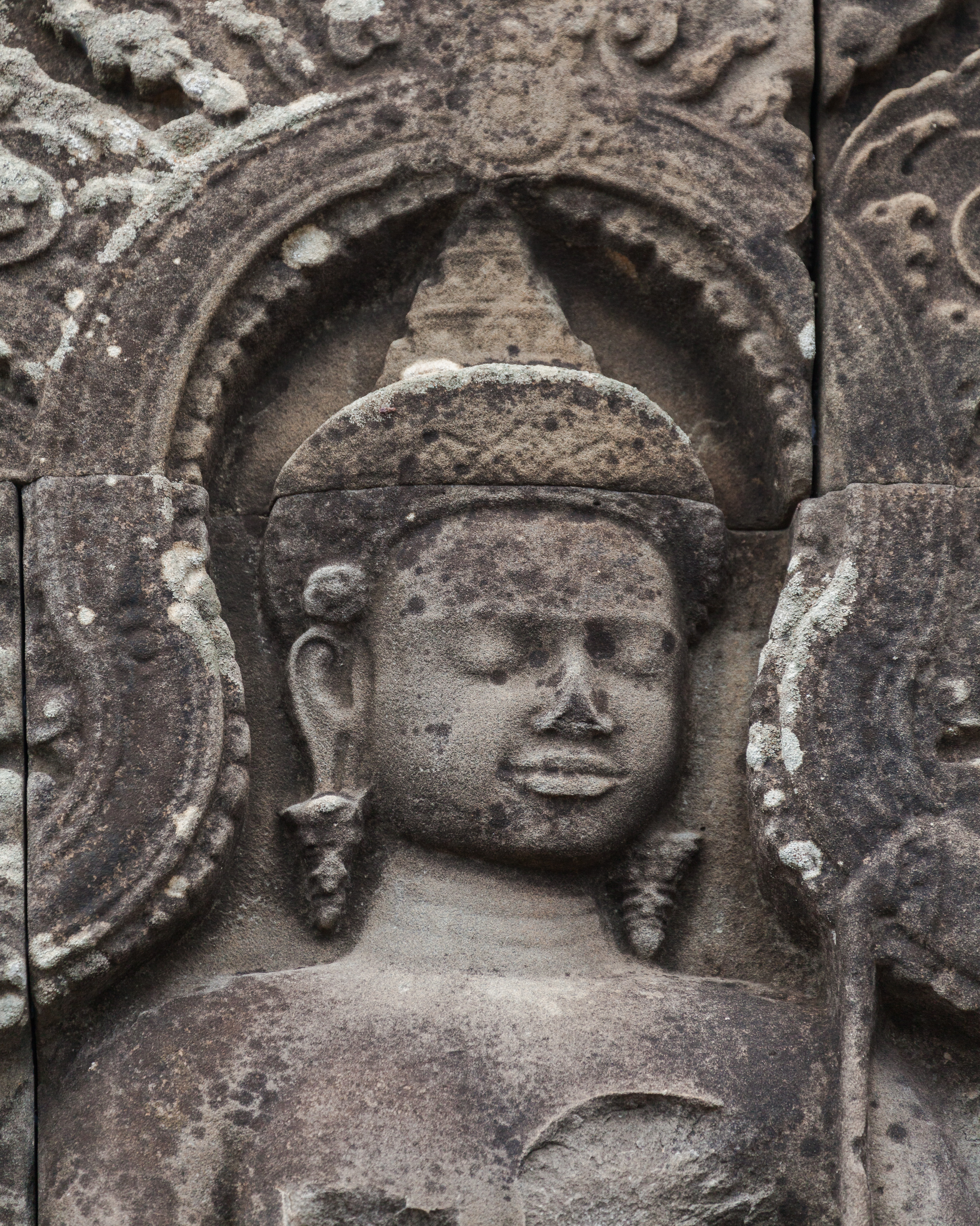
Relief-Darstellung einer Devata

Der Tempel besitzt zusätzlich zum zentralen Prasat 108 weitere Türme. 108 ist im Hinduismus – wie auch im Buddhismus – eine heilige Zahl. Sicherlich spielte der tragfähige Untergrund des Phnom Bakheng eine Hauptrolle bei der Entscheidung, die Zahl 108 in Turmbauten umzusetzen. Um den Fuß der Pyramide herum sind 44 Ziegeltürme gruppiert, 11 auf jeder Seite; auf den Pyramidenstufen stehen 60 kleine Sandsteintürme, die Treppen flankierend und die Ecken schmückend; auf der obersten Stufe erhebt sich der erste Prasat-Quincunx der Angkor-Baugeschichte: fünf Türme, angeordnet wie die fünf Punkte auf der Fläche eines Würfels, das zentrale Heiligtum größer als die Ecktürme – dieses Arrangement wurde charakteristisch für alle späteren Staatstempel. Der Indologe Jean Filliozat vertrat die Ansicht, dass aus jeder Himmelsrichtung nur 33 der 108 Türme sichtbar seien; dies sei die Zahl der Götter (devatā) in Indras Himmel an der Spitze des Weltenberges Meru.
Im 16. Jahrhundert versuchte man, einen großdimensionierten, die oberste Pyramidenstufe komplett bedeckenden sitzenden Buddha zu errichten; offenbar verwendete man dabei Sandsteinblöcke aus den zentralen fünf Türmen, von denen nur noch Ruinen stehen. Die große Statue wurde nie vollendet und bei Restaurierungsarbeiten wieder abgetragen. Während der jüngsten Kriege kam es auf dem Phnom Bakheng zu weiteren Zerstörungen, was den ruinösen Eindruck verstärkte.
Auf der Ostseite der Plattform haben sich zwei so genannte Bibliotheken erhalten, mit rautenförmigen Durchbrüchen in den Wänden. Nahe der nordöstlichen Bibliothek steht ein Sandstein-Lingam. Die Außenwände des zentralen Heiligtums zeigen Sandsteinreliefs von Devata und Apsara, die ersten Darstellungen dieser Art.

## Tourismus

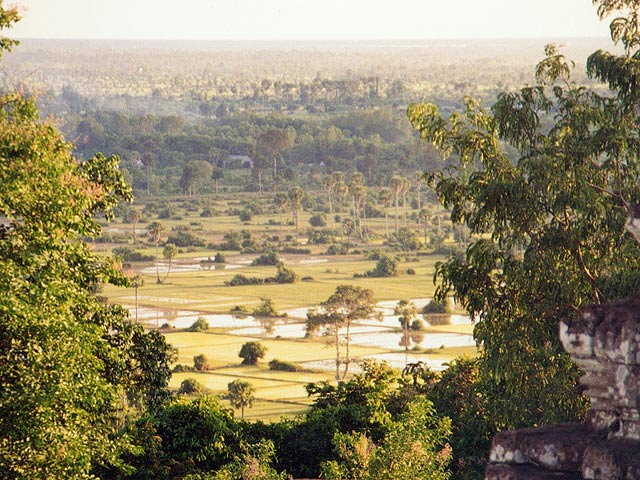
Blick vom Phnom Bakheng auf die Reisfelder der Umgebung

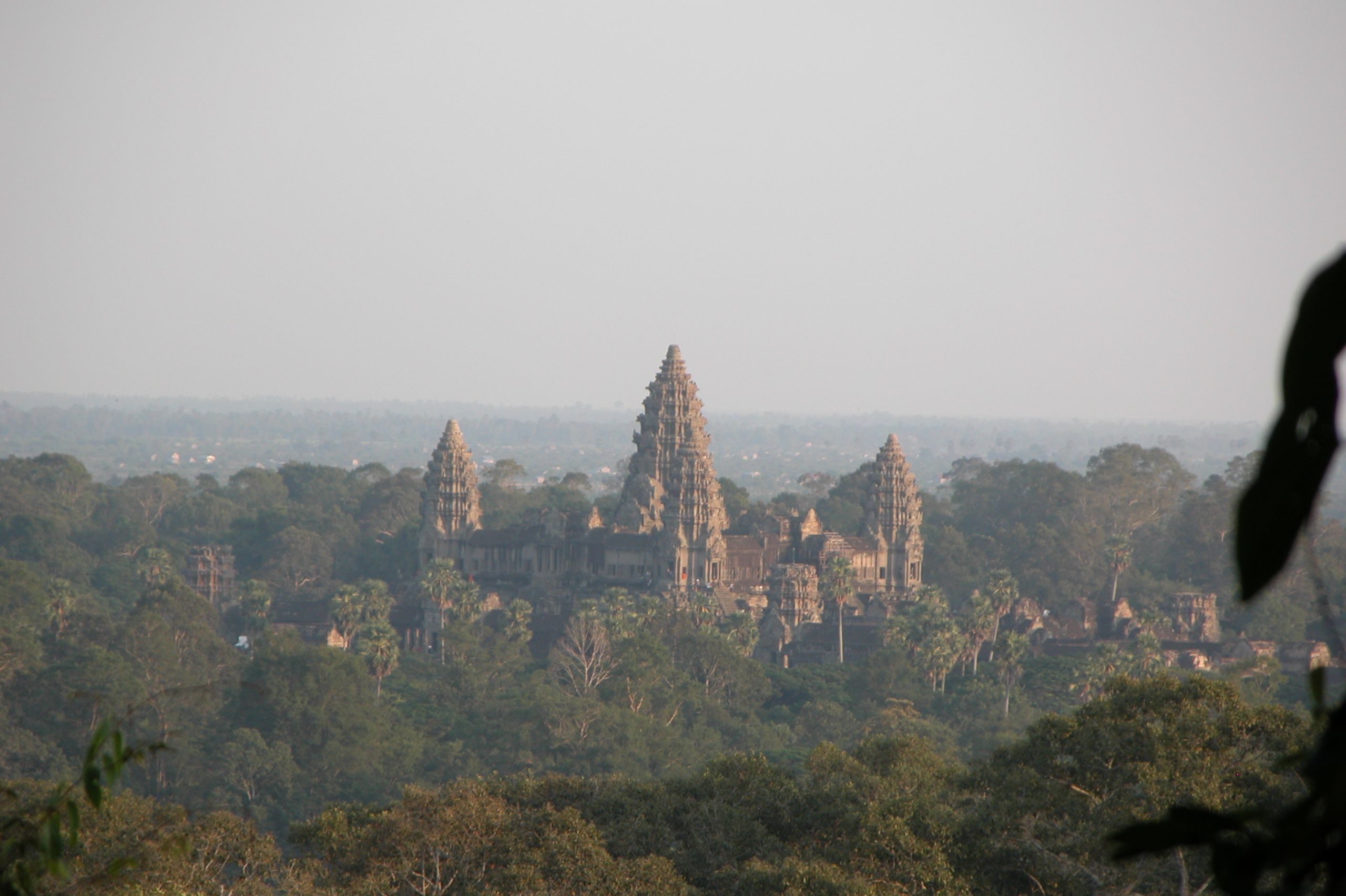
Blick vom Phnom Bakheng auf Angkor Wat

Der Blick vom Phnom Bakheng ist bei Touristen beliebt, die meist am Ende einer Besichtigungstour den Hügel ersteigen, um den Sonnenuntergang zu erleben. In südöstlicher Richtung ist Angkor Wat zu sehen. Die Treppen, die an drei Seiten direkt emporführen, wurden mittlerweile gesperrt, um sie vor weiterem Verfall zu schützen; eine vierte, südliche Treppe war vermutlich geplant, wurde aber nicht gebaut. Für Touristen gibt es einen neuen, flacheren Weg.